# 石榴汁

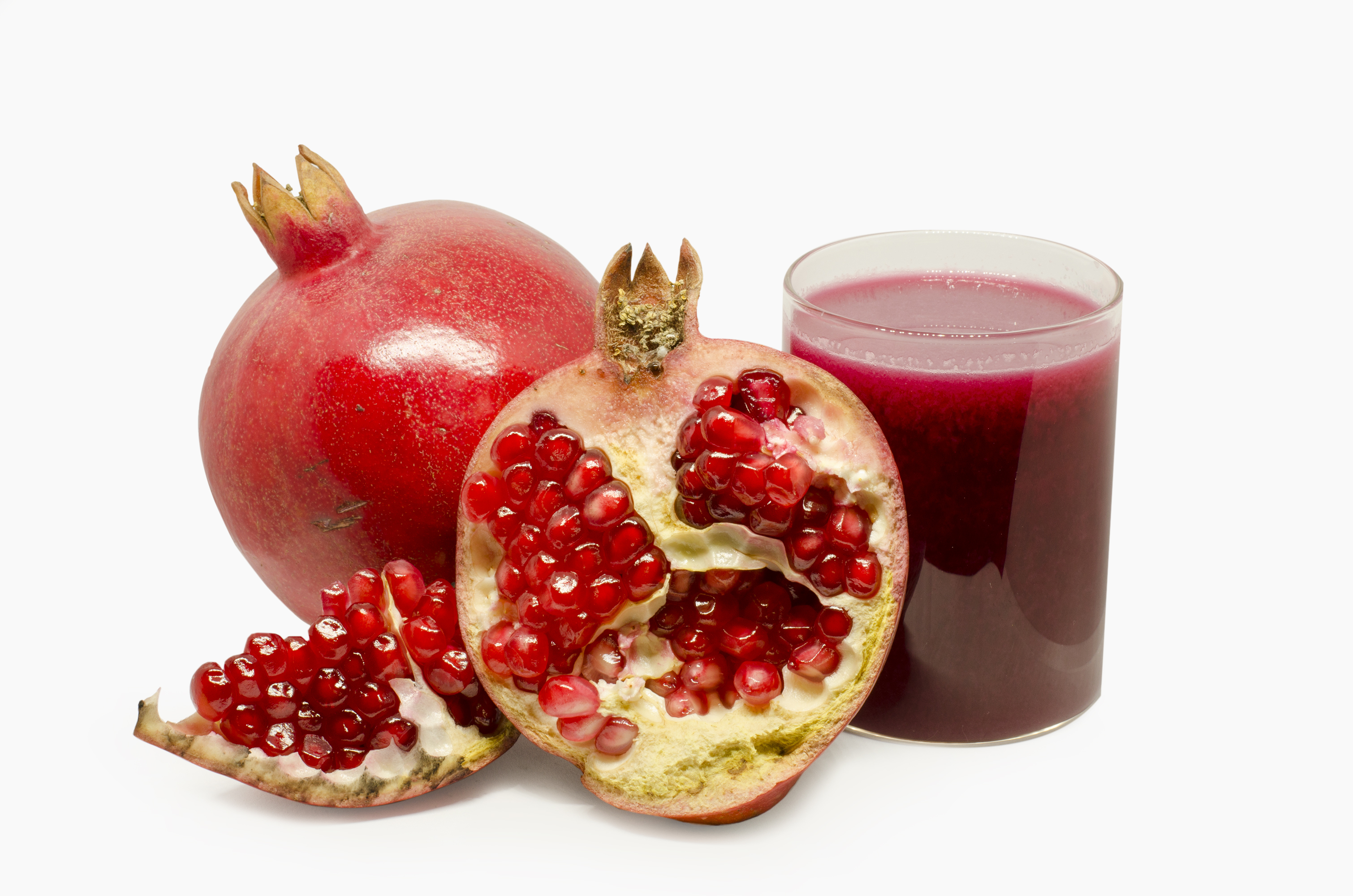
石榴汁

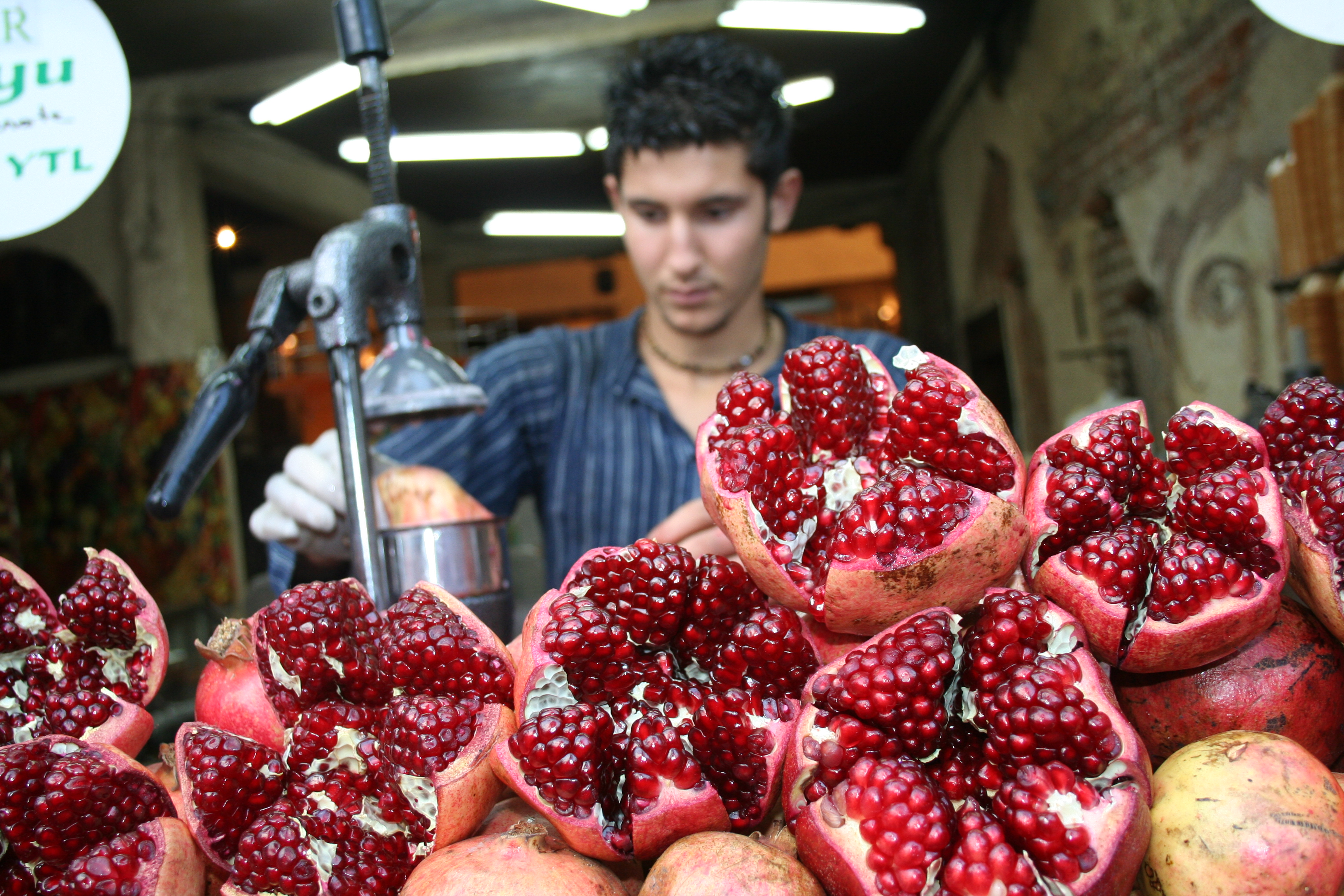
一位工人在伊斯坦布尔，土耳其准备石榴汁

石榴汁是用石榴树的水果做的。它可以用作果汁，也可以用作糖浆。

## 石榴糖浆

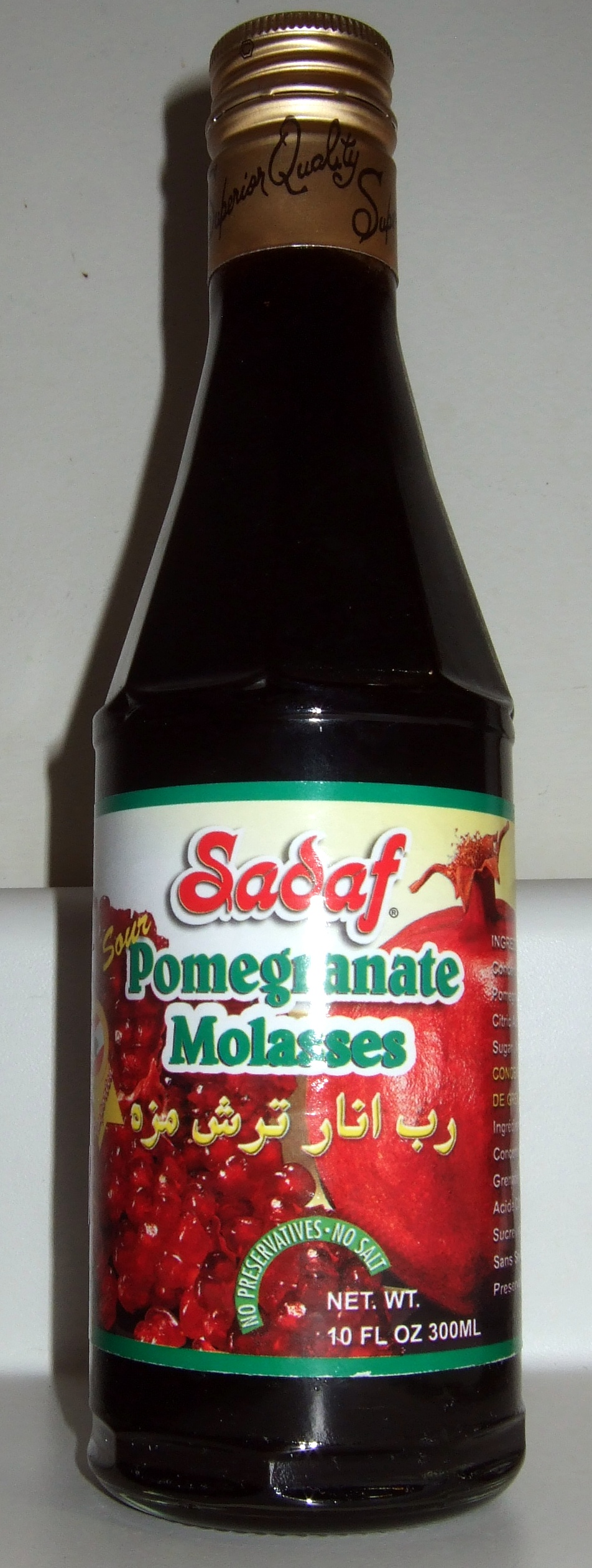
伊朗的石榴糖浆

石榴糖浆是一种用石榴做的水果糖浆。它是用一种酸石榴的果汁做的，他们把那个果汁浓缩成糖浆。它用在伊朗的红石榴核桃炖鸡和各种沙拉比如牧羊人沙拉。
波斯语：‎，阿拉伯语：‎, 土耳其语：nar ekşisi , 阿塞拜疆语：narşərab。